# أساطير باسكية

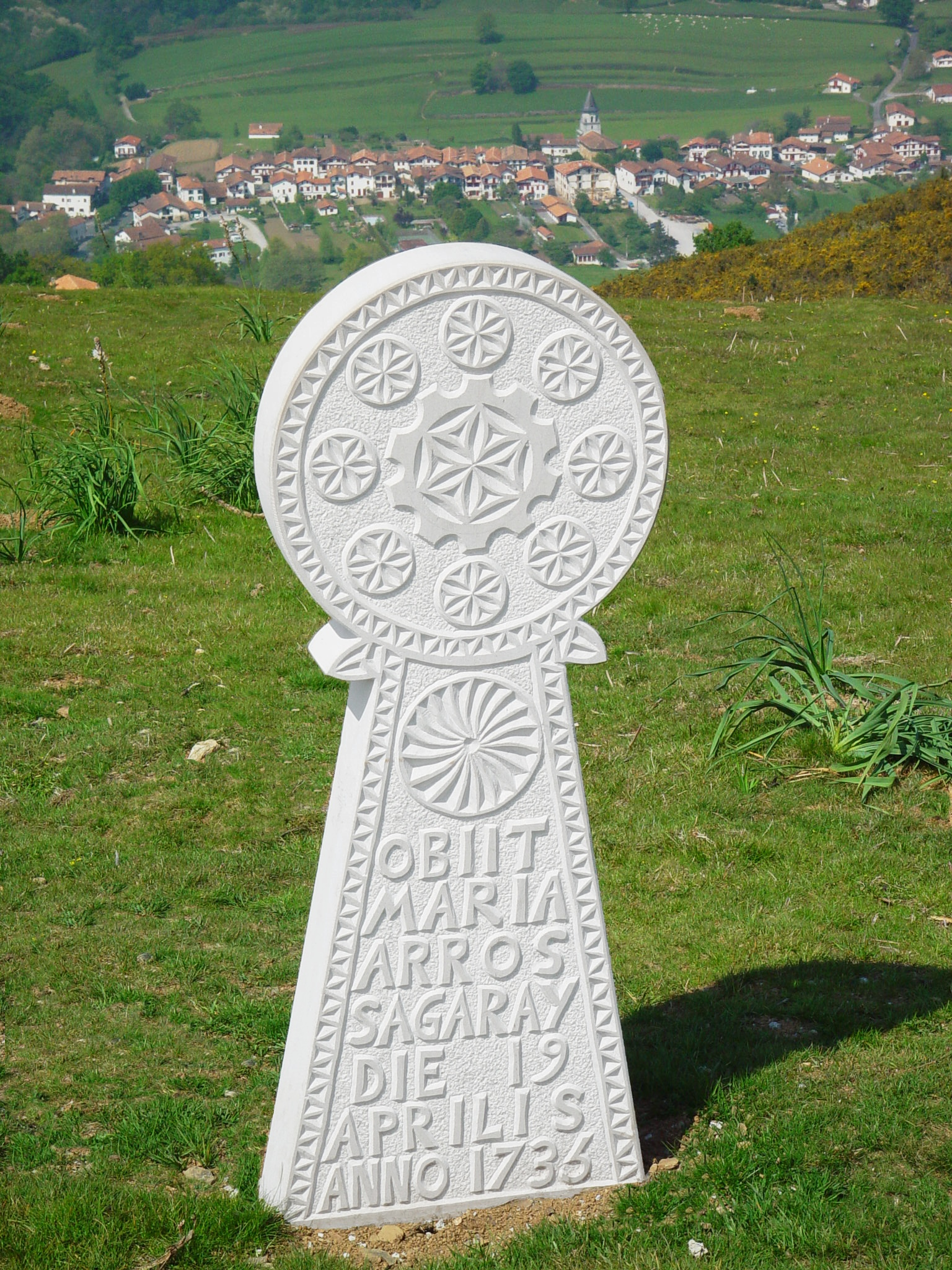
شاهد قبر من إقليم الباسك، من عام 1736 برموز شائعة.

الأساطير الباسكية (بالإنجليزية: Basque mythology) لم تنج أساطير الباسكيين القدماء، عامة، بسبب وصول المسيحية إلى بلاد الباسك بين القرنين الرابع والثاني عشر الميلاديين. يعتمد معظم ما يُعرف عن عناصر نظام المعتقد الأصلي هذا على تحليل الأساطير ودراسة أسماء الأماكن والمراجع التاريخية الشحيحة للطقوس الوثنية التي يمارسها الباسكيون.

## الآلهة
- أيد: إلهة صغيرة للرياح والهواء.
- أمالور [الإنجليزية]: إلهة الأرض.[2]
- إيْت [الإنجليزية]: إله العواصف، يرتبط أحيانًا بالنار والجليد.[3][4]
- إيغوي [الإنجليزية]: إله رياح ثانوي، مرتبط بالرياح الجنوبية.
- إكي [الإنجليزية]: إلهة الشمس، ابنة أملور.[5]
- إيلارغي [الإنجليزية]: إلهة القمر، وهي أيضًا ابنة أملور.
- إنغوما [الإنجليزية]: إله الأحلام والكوابيس الخبيث.[6]
- ماري: إلهة أم، وزوجة الإله سوغار.[7]
- أوركو [الإنجليزية]: إله الرعد.[8]
- سوغار [الإنجليزية] أو شوقار: إله العواصف والرعد، وزوج ماري. عادة ما يتم تخيله على أنه تنين أو ثعبان.[9]
- آيرايتشوك [الإنجليزية]: عفاريت باسكية، والتي يمكن أن تكون مفيدة أو مؤذية اعتمادًا على مدى حسن معاملتهم.

## أرواح وكائنات أخرى

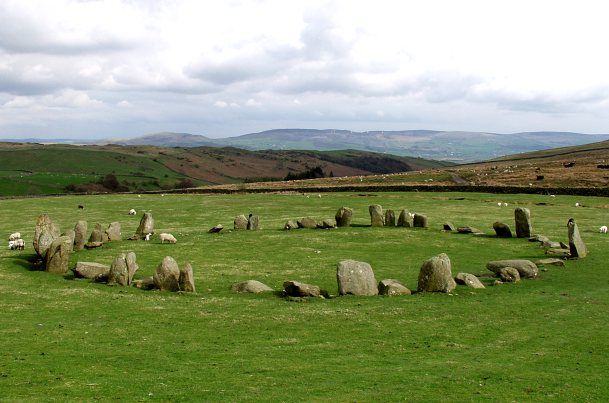
دائرة سوينسايد الحجرية، إنجلترا. وهي التي يبنيها جنس عمالقة المايرو.

- أيتكسي: روح تعيش في الكهوف يتخذ شكل ثور أحمر صغير، ولكن كونه متغير الشكل، يأخذ في بعض الأحيان شكل رجل.[10][11]
- آكربلتز [الإنجليزية]: روح شيطانية على شكل الماعز بيلي.
- باساغون: يلقب سيد أو رب الغابة.[12] هو رجل الغابة المتوحش.
- غايزكين [الإنجليزية]: روح شريرة تُسبب المرض.[13]
- غاويكو [الإنجليزية]: روح شريرة تخرج في الليل.[14]
- هيرنشوغ [الإنجليزية]: التنين الذي يلعب دورًا مهمًا في بعض الأساطير. غالبًا ما يظهر هيرنشوغ في شكل ثعبان.[15]
- جون الدب [الإنجليزية]: هو بطل نصفه إنسان ونصفه دب.[16]
- جنتيل [الإنجليزية]: هو جنس من العمالقة. يصور العمالقة أحيانًا وهم يرمون الحجارة على الكنائس.
- لامياك: حوريات بأقدام طيور تسكن في الأنهار والينابيع.[17]
- مايرو [الإنجليزية]: جنس من العمالقة الذين يبنون دوائر حجرية.
- أوديي [الإنجليزية]: روح الطبيعة المرتبطة بالرعد والتجسيد للجو العاصف أو الغيوم.[18]
- أولنتزرو [الإنجليزية]: أحد عمالقة الجنتيل، وهو المناظر لسانتا كلوز.
- القديس مارتن الصغير [الإنجليزية]: شخصية المحتال المسيحي الشعبية. سرق أسرار الزراعة والبذر والحصاد من الباسغون (أسياد الغابة).
- سورجينك: هُنَّ خادمات ومساعدي الإلهة ماري. إنه أيضًا اسم باسكي للسحرة أو الكاهنات الوثنيين.
- تارتالو [الإنجليزية]: هو النظير الباسكي لصقلوب اليوناني.[19]

## معرض صور

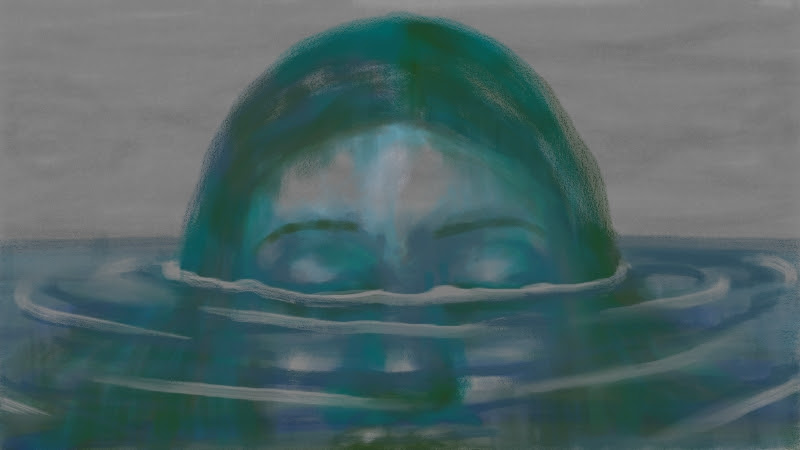
الإلهة أمالور
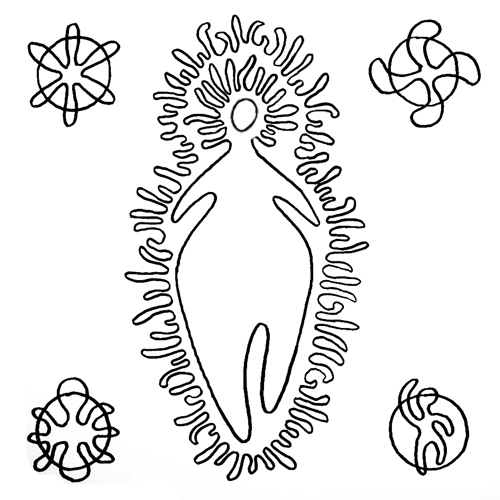
الإلهة ماري
تمثيل حديث للإله سوغار بوصفه ثعبانا أو تنينًا
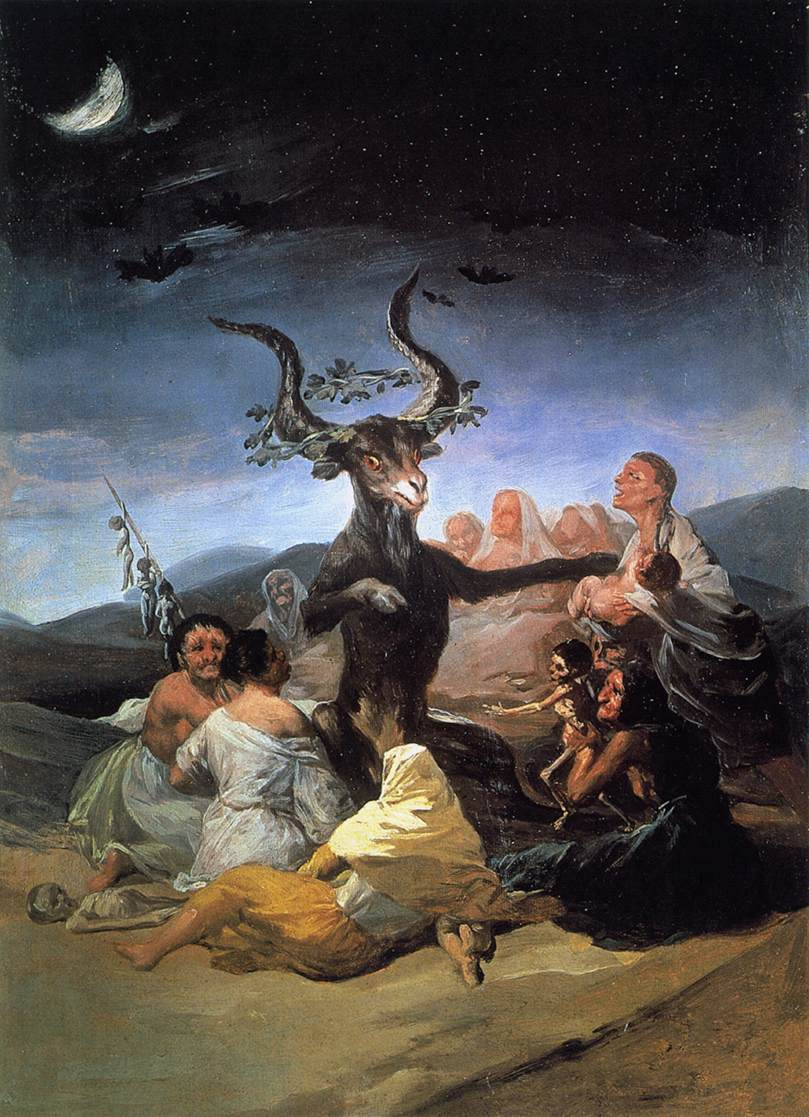
لوحة سبت الساحرات، ويظهر الماعز بيلي الشيطاني
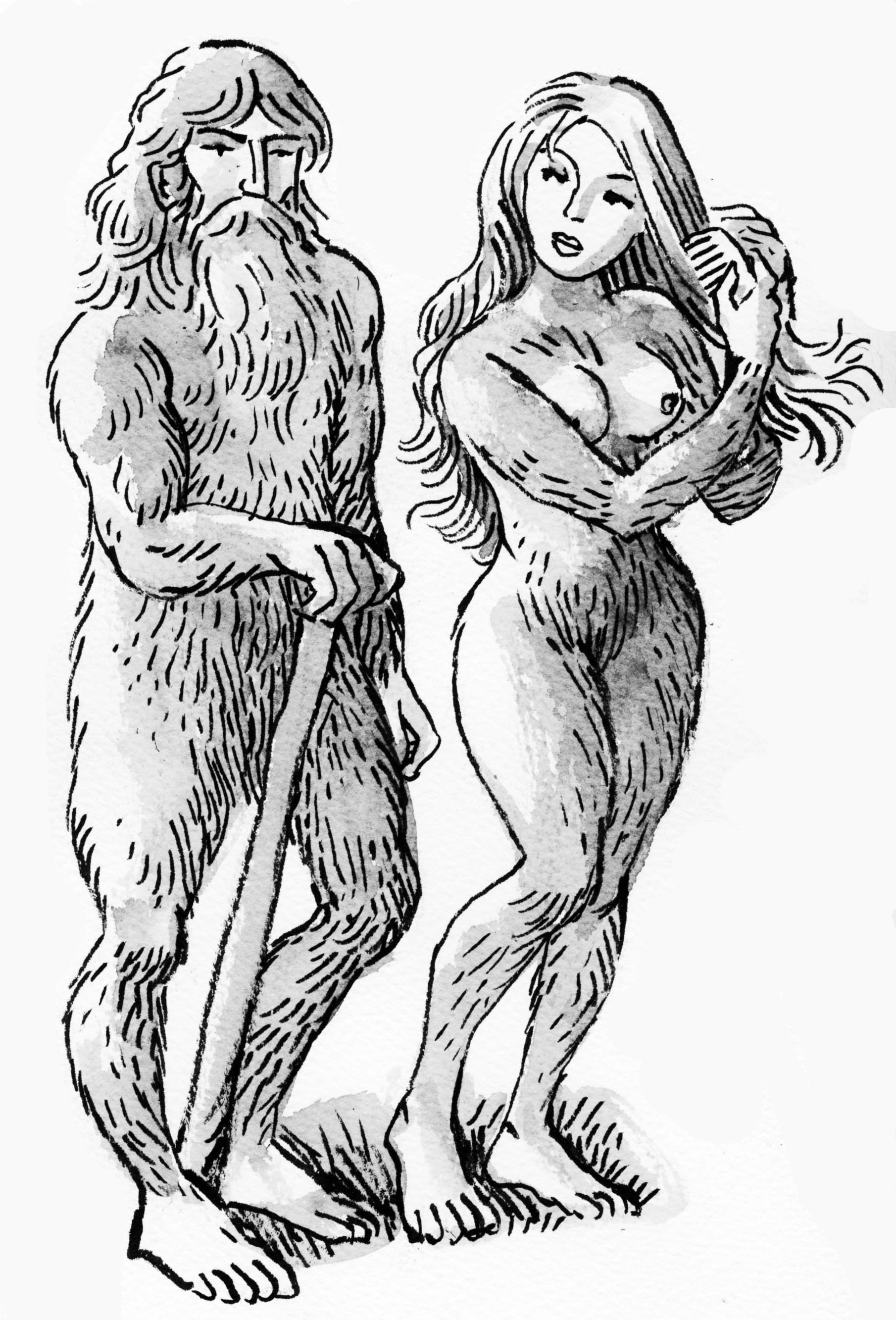
تصوير فني لباساغون ورفيقته الباساندير.
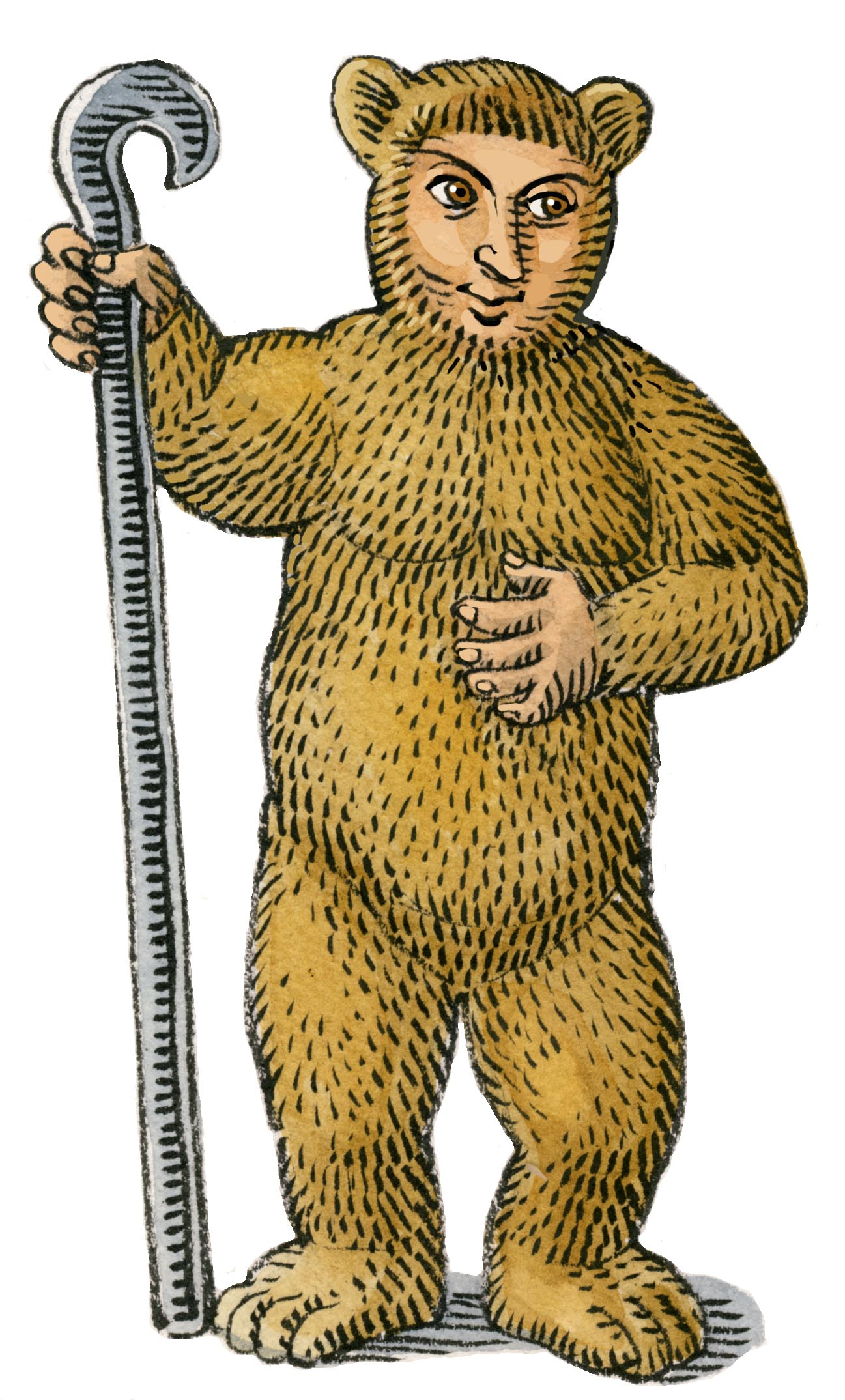
تخيل فني لجون الدب
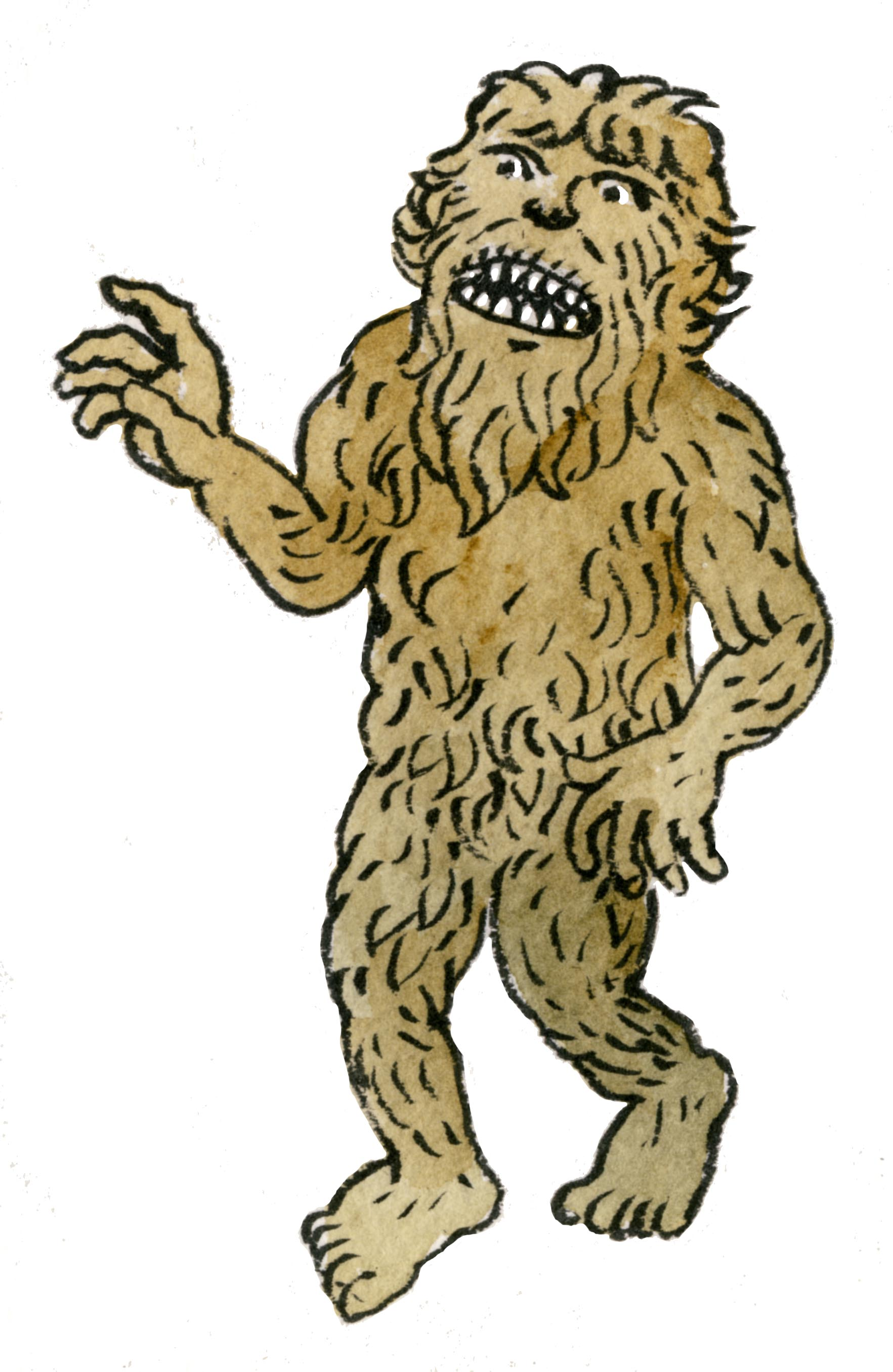
أحد عمالقة الجنتيل
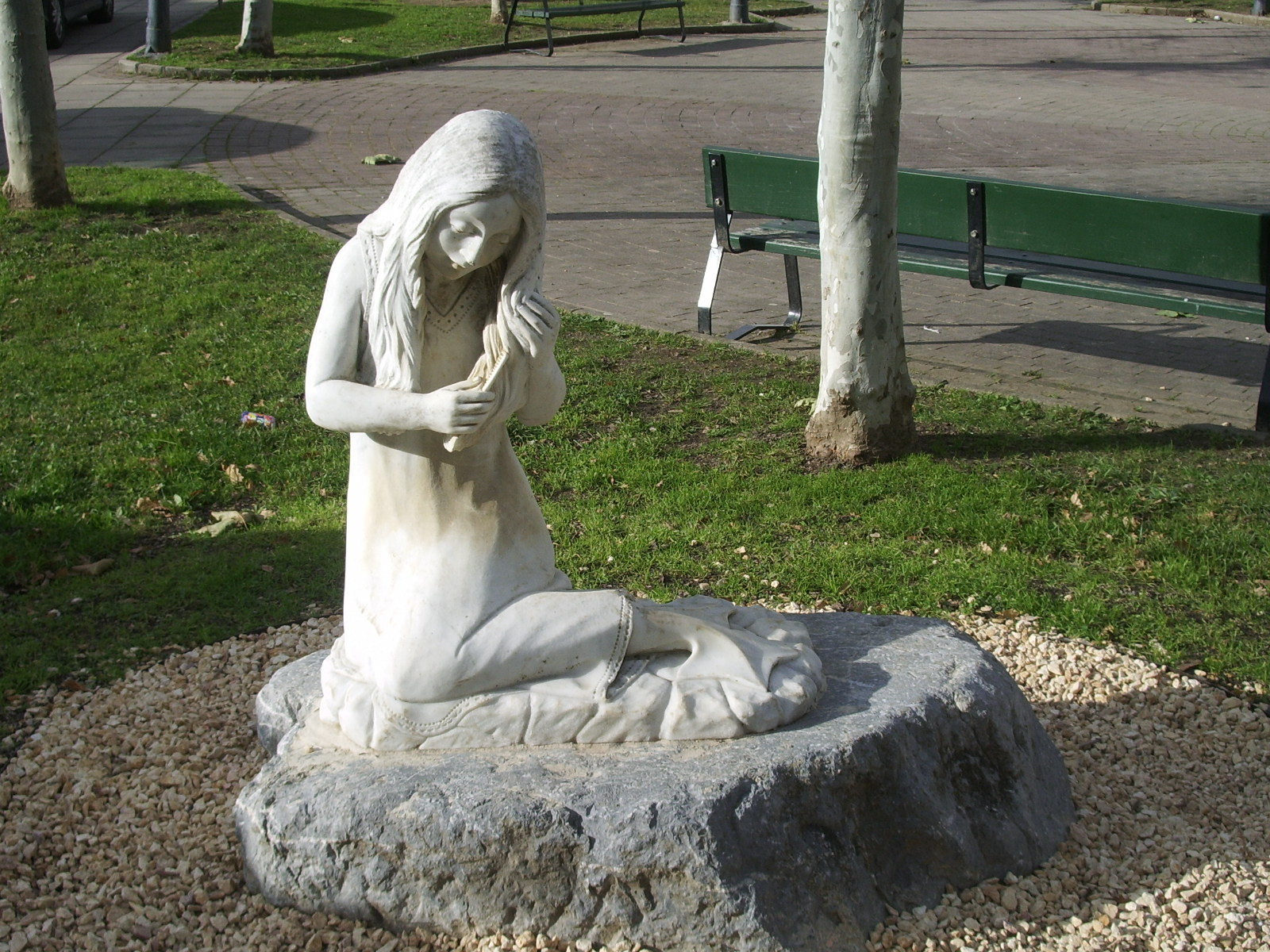
نحت لأحد الحوريات لامياك
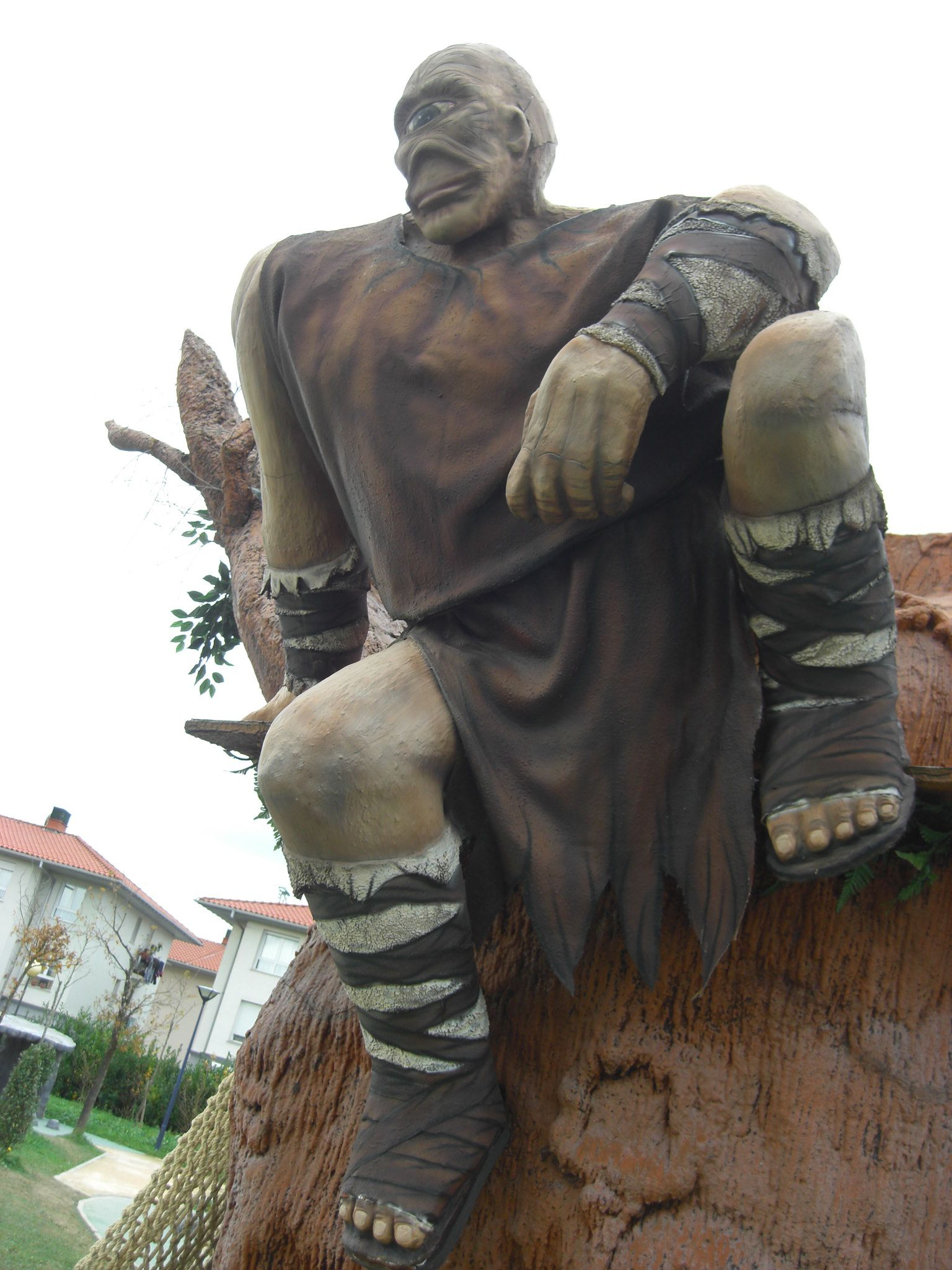
مجسم لتارتالو
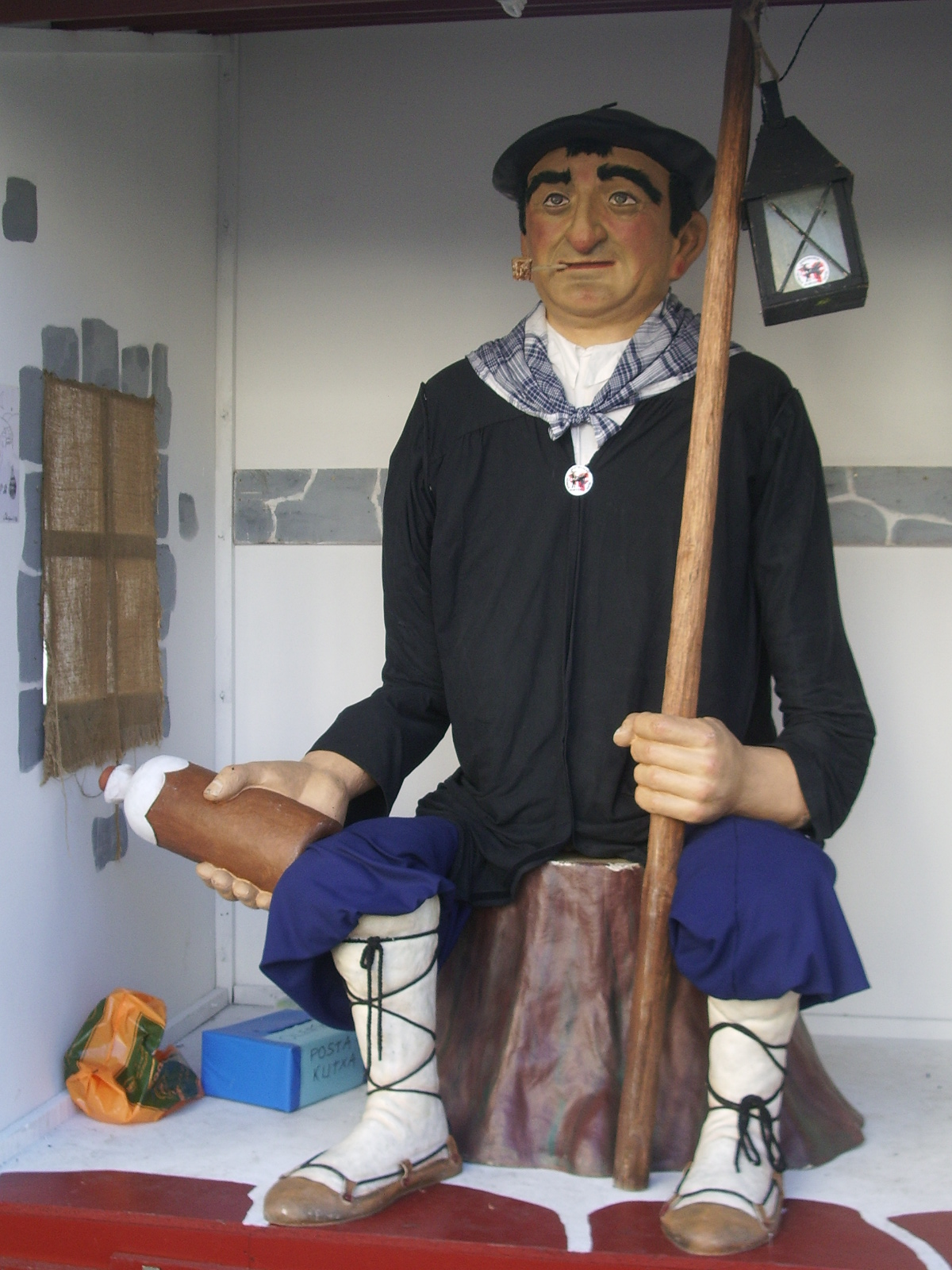
دمية لأولنتزرو